# Świlcza (gmina)
Świlcza – gmina wiejska w województwie podkarpackim, w powiecie rzeszowskim. W latach 1975–1998 gmina położona była w województwie rzeszowskim.
Siedziba gminy to Świlcza.
Według danych z 31 grudnia 2019 roku gminę zamieszkiwało 16 265 osób.

## Struktura powierzchni
Według danych z roku 2002 gmina Świlcza ma obszar 128,42 km², w tym:
- użytki rolne: 73%
- użytki leśne: 18%

Gmina stanowi 10,54% powierzchni powiatu.

## Demografia

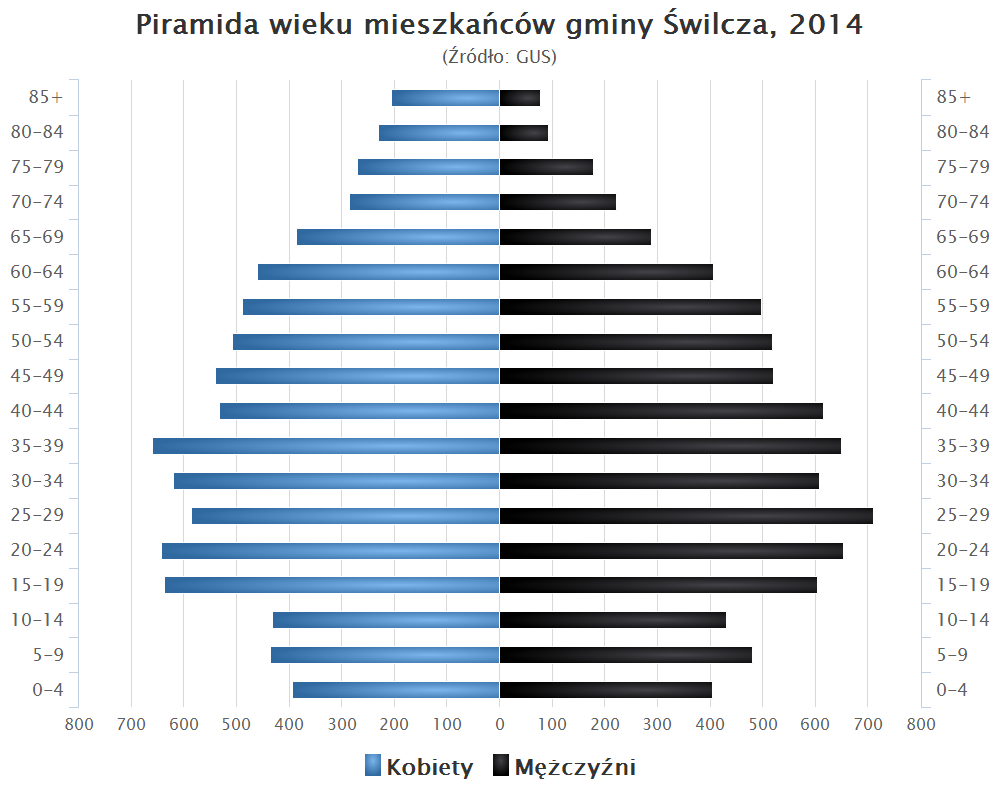
Piramida wieku mieszkańców gminy Świlcza w 2014 roku

Dane z 30 czerwca 2004:
| Opis                              | Ogółem | Ogółem | Kobiety | Kobiety | Mężczyźni | Mężczyźni |
| --------------------------------- | ------ | ------ | ------- | ------- | --------- | --------- |
| jednostka                         | osób   | %      | osób    | %       | osób      | %         |
| populacja                         | 18 652 | 100    | 9449    | 50,7    | 9203      | 49,3      |
| gęstość zaludnienia (mieszk./km²) | 145,2  | 145,2  | 73,6    | 73,6    | 71,7      | 71,7      |

## Sołectwa
Błędowa Zgłobieńska, Bratkowice, Dąbrowa, Mrowla, Rudna Wielka, Świlcza, Trzciana, Woliczka.
Dawniej obejmowała także sołectwa Przybyszówka (do 2007) i Bzianka (do 2017).

## Sąsiednie gminy
W powiecie rzeszowskim
- Boguchwała
- Głogów Małopolski

Poza powiatem rzeszowskim
- Iwierzyce (powiat ropczycko-sędziszowski)
- Kolbuszowa (powiat kolbuszowski)
- Rzeszów (miasto na prawach powiatu)
- Sędziszów Małopolski (powiat ropczycko-sędziszowski)